# Дистерло, Константин Христофорович
Барон Константи́н Христофо́рович фон-Дистерло (20 сентября 1865 — не ранее 1921) — русский офицер, герой Первой мировой войны.

## Биография
Православный. Из потомственных дворян рода Дистерло Курляндской губернии.
Окончил кадетский корпус и 3-е военное Александровское училище по 1-му разряду (1884), откуда был выпущен подпоручиком в 34-й пехотный Севский полк.
Чины: поручик (1888), штабс-капитан (1895), капитан (1898), подполковник (1907), полковник (за боевые отличия, 1914).
Участвовал в русско-японской войне. Затем был командиром 6-й батареи 2-й артиллерийской бригады 2-й пехотной дивизии (1907—1909).
18 января 1909 года назначен командиром 3-й батареи 19-й артиллерийской бригады, с которой вступил в Первую мировую войну. Был награждён орденом Святого Георгия 4-й степени
За то, что 24 сентября 1914 г. в бою под Перемышлем, находясь на наблюдательном пункте под действительным артиллерийским и ружейным огнём, разбил блиндажи с пулемётами, чем позволил нашим войскам овладеть укреплениями.
На 23 июня 1915 года был командующим 19-й артиллерийской бригады, а с 8 июля командовал 7-м отделением тяжёлого артиллерийского дивизиона.
Участвовал в Белом движении в составе Добровольческой армии и ВСЮР, служил по интендантскому ведомству. При отступлении армии Деникина на Кубань остался в станице Иловайской. 18 апреля 1920 года был арестован как бывший офицер и заключён в концлагерь в Ростове-на-Дону. В июле того же года был отправлен в Москву, где заключён в Покровский лагерь. В мае 1921 года отправлен в Архангельский лагерь.

## Семья
Был женат на дочери генерал-майора Ольге Константиновне Наперстковой, имел сына Георгия и дочь.

## Награды
- Орден Святой Анны 3-й ст.;
- Орден Святого Станислава 2-й ст. (1900);
- Орден Святой Анны 2-й ст. с мечами (1904);
- Орден Святого Владимира 4-й ст. (1905);
- мечи и бант к ордену Святого Владимира 4-й ст. (ВП 28.02.1915);
- Орден Святого Георгия 4-й ст. (ВП 24.04.1915);
- мечи и бант к ордену Святой Анны 3-й ст. (ВП 08.06.1915).